# مادلين مانينغ
مادلين مانينغ (بالإنجليزية: Madeline Manning)‏ هي عدائة المسافات المتوسطة أمريكية، ولدت في 11 فبراير 1948 في كليفلاند في الولايات المتحدة.

## وصلات خارجية
- مادلين مانينغ على موقع الاتحاد الأمريكي لسباقات المضمار والميدان (الإنجليزية)
- مادلين مانينغ على موقع الاتحاد الأمريكي لسباقات المضمار والميدان، قاعة المشاهير (الإنجليزية)
- مادلين مانينغ على موقع اللجنة الأولمبية الدولية (الإنجليزية)
- مادلين مانينغ على موقع أوليمبيديا (الإنجليزية)